# Lästavgift
Lästavgift är en gammal tullavgift baserad på vikt som har använts åtminstone sedan 1700-talet.
Under 1800-talet var lästavgiften en av de viktigaste inkomstkällorna för det svensk-norska konsulatväsendet. Lästavgiften var också en av finansieringskällorna för sjömanshusen i Sverige och Finland.
Lästavgiften uppbärs av tullen i Finland för finskt fartyg i utlandstrafik eller utländskt fartyg som anlöper Finland. Avgiftens storlek är 10 cent per kalenderår multiplicerat med fartygets nettodräktighet. Avgiften uppbärs bara vid kalenderårets första in- eller utfart. 
I statsbudgeten för år 2007 beräknas lästavgiften inbringa cirka 953 000 euro. De skall användas för sociala bidrag inom näringen och för sjöräddning. 